# Замок Каллахилл
Замок Каллахилл (англ. Cullahill, ирл. An Chúlchoill) — разрушенный замок в графстве Лейиш в Ирландии, в деревне Каллахилл. Был построен в 1425 году, серьёзно повреждён в XVII веке войсками Кромвеля. В целом, замок представляет собой пятиэтажную башню. Большая часть северной стены, включая дверь, отсутствует.